# Compsosoma alboapicalis
Compsosoma alboapicalis är en skalbaggsart som beskrevs av Stefan von Breuning 1980. Compsosoma alboapicalis ingår i släktet Compsosoma och familjen långhorningar. Inga underarter finns listade i Catalogue of Life.